# اولگا گابایان
اولگا آلکساندری گابایان (ارمنی: Օլգա Ալեքսանդրի Գաբայան؛  زادهٔ ۲۷ دسامبر ۱۹۴۰) خواننده اپرا سوپرانو اهل ارمنستان است. وی از سال میلادی تاکنون مشغول فعالیت بوده‌است.

## زندگی‌نامه
وی در ۲۷ دسامبر ۱۹۴۰ در ایروان به دنیا آمد و از کنسرواتوار دولتی کومیتاس ایروان فارغ‌التحصیل گشت. وی در تالار آکادمی ملی اپرا و باله آلکساندر اسپنداریان فعالیت می‌کند. وی همچنین برنده جوایزی همچون هنرمند مردمی ارمنستان شوروی (۱۹۸۴) شد.